# 이선정 (배우)
이선정 (1978년 1월 10일 ~ )은 대한민국의 배우이다. 1995년 가수 김부용의 '풍요 속의 빈곤' 무대에서 '맘보걸'로 데뷔했고, MBC 청춘시트콤 《남자 셋 여자 셋》에서 카페에서 일하는 엉뚱한 매력녀로 얼굴을 알렸다.

## 학력
- 대진여자고등학교

## 결혼
2012년 7월 방송인 LJ와 술자리에서 결혼이야기가 오고가서 만난지 45일 만에 혼인신고를 하였고 2012년 10월 결혼 4개월만에 이혼하였다. 이혼 후에도 예능 프로그램에 출연하며 부부행세를 했다는 의혹을 받기도 했다. 그 후 2016년 8월 16일 이선정이 SNS에 베이징 올림픽 배드민턴 동메달리스트인 6살 연하의 황지만 선수와 함께 찍은 사진을 공개하여 열애중임이 알려졌다.

## 출연작

### 드라마
- 《남자 셋 여자 셋》 (1996년 ~ 1999년, MBC)
- 《내 마음을 뺏어봐》 (1998년, SBS)
- 《우리는 길 잃은 작은 새를 보았다》 (1999년, KBS2) - 정노미 역
- 《나는 그녀가 좋다》 (2000년, KBS2) - 현아 역
- 《결혼이야기》 (2003년, KBS2)

### 영화
- 《키스할까요?》 (1998년) - 진보배 역 (특별출연)

### 예능
- 《호기심 천국》 (1999년, SBS)
- 《결혼전쟁》 (2012년, JTBC)